# Шваненберг, Давид Иванович
Давид Иванович Шваненберг (нем. David Schwanenberg; 1831, Виндава — 15 января 1893 или 1900, Соловецкие острова) — российский мореплаватель, в 1877 году проплывший на шхуне «Утренняя заря» из устья Енисея в Санкт-Петербург.

## Ранняя биография
Плавал на кораблях с 14 лет. В 1850-х годах ходил по Белому морю, производил промеры Мезенской губы. Во время Крымской войны в ходе блокады побережья Финского залива англо-французской эскадрой доставлял грузы из Кронштадта в Гельсингфорс.
В 1863 году окончил Архангельские шкиперские учебные курсы.
В 1868—1872 годах командовал шхуной «Святой Филипп», ходившей в Вест-Индию.

## Карская экспедиция
В 1876 году Шваненберг был привлечён золотопромышленником М. К. Сидоровым к участию в организуемой им Карской экспедиции в качестве капитана. Целью экспедиции являлось проведение судна из Енисейска в Европу через Карское море. Клипер-бот «Северное сияние» был спущен на воду в июне 1876 года, однако из-за различных задержек лишь в середине сентября вышел в Енисейский залив, где вскоре из-за повреждений во время шторма и начавшегося ледохода был поставлен на зимовку в дельте Енисея. Шваненберг, оставив с кораблем штурмана Г. Нуммелина с частью команды отправился в Енисейск, а затем в Петербург (необходимо было купить новые паруса и отчитаться перед Сидоровым). Во время зимовки погибли все оставленные кроме Нуммелина (в конце апреля ему на помощь прибыл небольшой отряд, вместе с которым Нуммелин и завершал зимовку).
В июне 1877 года Шваненберг прибыл в дельту Енисея, где убедился, что «Северное сияние» восстановлению не поддаётся. Получив разрешение Сидорова осуществить экспедицию на другом корабле, он купил у капитана Дж. Уиггинса и промышленника и путешественника Г. Сибома парусную баржу «Ибис» («Ибис» и другое судно — паровая шхуна «Темза» — направлялись вниз по Енисею, чтобы в конечном итоге достичь Англии, однако «Темза» села на мель и была сильно повреждена, а возвращаться в Англию на «Ибисе» команда Уиггинса отказалась).
«Ибис» был переименован в «Утреннюю зарю», и в августе 1877 года вышел в Енисейский залив, в сентябре достигнув берегов Норвегии, а в ноябре прибыв в Стокгольм, где Шваненберг прочитал о плавании доклад в Шведской академии наук. В конце ноября «Утренняя заря» прибыла в Петербург. Плавание заняло в общей сложности около 100 дней, из них 1 месяц — путь от устья Енисея до берегов Норвегии.
В 1877 году был награждён Русским географическим обществом серебряной медалью за доклад о плавании (одновременно был награждён и Нумеллин — за метеорологические наблюдения во время зимовки в дельте Енисея), а спустя два года — золотой медалью за «доказательство возможности морских сношений Сибири с Европой, что принесет огромные выгоды нашему Отечеству».

## Дальнейшая судьба
В 1886 году добился назначения первым капитаном (шкипером) административного (то есть, использовавшегося для нужд властей Архангельской губернии) парохода «Мурман», однако после первой же навигации был отстранён от командования. Причиной послужила заметка в газете «Санкт-Петербургские ведомости», где Шваненберг обвинялся в «пьянстве, безобразном поведении и грубом обращении с народом».
В дальнейшем командовал пароходом, перевозившим паломников на Соловецкие острова. Умер на Соловках в 1893 или 1900 году.